# Under a Killing Moon
Under a Killing Moon ist der dritte Titel der Computerspielreihe Tex Murphy des US-amerikanischen Entwicklerstudios Access Software und der erste Teil der Reihe, der dem interaktiven Film, einem Untergenre der Grafikadventures, zuzuordnen ist. Under a Killing Moon war eine der größten Computerspielproduktionen ihrer Zeit und wurde auf vier CD-ROMs veröffentlicht. Es kombinierte FMV-Zwischensequenzen mit fortschrittlichen, virtuellen 3D-Umgebungen. Im Spiel kämpft Tex abermals gegen böse Mächte, in Form eines gefährlichen Kults, der die Welt zu zerstören droht.

## Handlung
Under a Killing Moon spielt im Dezember 2042 in San Francisco, nach dem 3. Weltkrieg. Nach dem zerstörerischen Nuklearkrieg wurden viele große Städte wie New San Francisco wiederaufgebaut, obwohl gewisse Bereiche immer noch in demselben Zustand wie vor dem Krieg sind (Old San Francisco). Eine weitere Folge des Krieges war die Bildung einer Zweiklassen-Gesellschaft. Einige Leute haben eine natürliche Widerstandskraft gegen Radioaktivität entwickelt und gelten daher als normal oder „Norms“, alle anderen sind in irgendeiner Form Mutanten. Seit dem Ende des Krieges haben die Spannungen zwischen diesen zwei Gruppen dramatisch zugenommen und für gewöhnlich kommen Norms und Mutanten nicht gut miteinander aus. Die Mutanten sind gewöhnlich gezwungen, in den heruntergekommenen Teilen der Städte, wie etwa Old San Francisco, zu leben. Tex lebt in der Chandler Avenue in Old San Francisco. Alle seine Freunde sind Mutanten, obwohl er selbst ein Norm ist.
In Under a Killing Moon hat der Privatdetektiv Tex Murphy einen persönlichen Tiefpunkt erreicht. Kürzlich von seiner Frau Sylvia geschieden, ohne Arbeit, knapp bei Kasse und mit einer Wohnung in einem heruntergekommenen Teil von Old San Francisco, kommt Tex zu dem Schluss, dass er sich wieder zusammenreißen muss. Tex beginnt mit der Suche nach Arbeit und findet sie schnell, nachdem er entdeckt, dass das Leihhaus, welches sich gegenüber seinem Apartment befindet, ausgeraubt wurde. Tex löst den Fall sehr schnell und fühlt, wie das Glück wieder zu ihm zurückkehrt. Da wird er von einer mysteriösen Frau angeheuert, die sich selbst Countess Renier nennt und gute Dinge über Tex gehört hat, um eine verloren gegangene Statuette für sie zu finden. Zu Beginn sieht alles gut aus und die Countess verspricht Tex mehr Geld zu zahlen, als er jemals in seinem Leben zu Gesicht bekommen hat. Doch dies alles nimmt eine rapide Wendung und Tex findet sich plötzlich unbeabsichtigt inmitten einer Verschwörung eines gefährlichen Kultes.

## Spielprinzip und Technik
Under a Killing Moon veränderte das Spielprinzip im Vergleich zu den Vorgängern deutlich und verwendete nun vollumfänglich 3D-Umgebungen, durch die der Spieler Tex aus der Egoperspektive steuert. Wie in den Vorgängern durchsucht der Spieler die Level nach Hinweisen und führt Gespräche mit Zeugen und Verdächtigen. Under a Killing Moon wich erstmals vom traditionellen Dialogformat ab, in dem der Spieler die exakte Antwort auswählen konnte. Stattdessen erhält der Spieler nur eine tendenzielle Beschreibung, durch die nicht vollkommen ersichtlich ist, was Tex sagen wird.

## Produktionsnotizen
Under a Killing Moon markierte eine spürbare Wendung für die Serie. Obwohl Actionspiele mit 3D-Umgebungen und Egoperspektive durch Ego-Shooter wie Doom populär wurden, waren diese Merkmale für Adventures wenig gebräuchlich. Aber auch inhaltlich kam es zu Veränderungen. Während die Figuren in den ersten beiden Teilen verhältnismäßig oberflächlich blieben, wandelte sich der Anspruch an die Handlung und Charakterisierung. Daher wurde der Autor Aaron Conners angestellt, der die Charaktere mit mehr Tiefgang ausstatten und den Humor stärker ausbauen sollte. Unter Conners wurde die Figur Tex Murphy etwas überarbeitet, weg vom Typus Detektiv eines Rick Deckard aus Blade Runner zu einem etwas tollpatschigeren Typus – unter anderem beeinflusst von Tote tragen keine Karos – und mit Anleihen an die Filmrollen Humphrey Bogarts. Auch strukturierte er die Handlung stärker, teilte sie unter anderem in Tage mit in der Erzählung klar definierten Eintritts- und Endpunkten ein. Auch die Präsentation wurde überarbeitet. Under a Killing Moon verwendete im Gegensatz zu seinen Vorgängern eine zeitgemäße, in Echtzeit berechnete 3D-Polygongrafik mit der Auflösung von 640 × 480 Bildpunkten und FMV-Filmsequenzen, wodurch das Spiel in die Kategorie des interaktiven Films fiel, der mit Aufkommen der CD-ROM als Datenträger für Computerprogramme Mitte der 1990er in Mode kam. Obwohl er keinerlei professionelle Schauspielerfahrung hatte, übernahm Entwickler Chris Jones nun auch in den Filmsequenzen die Rolle des Tex Murphy, nachdem er zuvor bereits für die digitale Variante und die Covergestaltung der ersten Teile als optisches Vorbild für die Figur gedient hatte.
Ein großes Vorbild für die Entwickler stellte der Ego-Shooter Wolfenstein 3D mit seiner frei begehbaren, dreidimensional gestalteten Spielwelt dar, ein zweites Vorbild die grafische Qualität von The 7th Guest. Under a Killing Moon war eines der ersten Spiele, das die Vorteile von 16 Megabyte RAM für die Wiedergabe von höher aufgelösten Texturen nutzte. Dies alles schlug sich auch auf die Entwicklungskosten nieder, die rund zwei Millionen US-Dollar betrugen. Rund vier Jahre nach Veröffentlichung des zweiten Teils wurde Under a Killing Moon fertiggestellt und veröffentlicht.
Nachdem Conners und Jones die Rechte an der Serie zurückerlangt hatten, wurde das Spiel am 16. Juni 2009 über die Vertriebsplattform GOG.com in einer auf modernen PCs lauffähigen Version wiederveröffentlicht.
Eine Romanfassung von Under a Killing Moon wurde 1996 von Aaron Conners veröffentlicht. Obwohl die grundlegende Handlung, die Figuren und das Szenario weitgehend gleich blieben, wich das Buch deutlich vom Spiel ab. Es beinhaltete zahlreiche weitergehende Informationen, neue Charaktere, weitere Morde und detailliertere Motivbeschreibungen im Zusammenhang mit der Haupthandlung um Moonchild. Dafür wurden einige Szenen und Figuren des Spiels entfernt, die nicht mit dem Moonchild-Handlungsstrang in Verbindung standen. Conners schuf so einen stärker monothematischen, Chandler-esken Mysterienroman. Das Ende des Spiels, das Treffen mit dem Colonel und Eva in der Bar sowie die Tanzstunden mit Delores Lightbody, wurde ebenfalls verändert und an den Erzählstil angepasst.

### Besetzung
| Rolle                               | Schauspieler     |
| ----------------------------------- | ---------------- |
| Tex Murphy                          | Chris Jones      |
| The Colonel                         | Brian Keith      |
| The Chameleon                       | Russell Means    |
| Barkeeper                           | Margot Kidder    |
| Great P.I. of the Universe (Stimme) | James Earl Jones |

Die Verpflichtung bekannter Schauspieler war zum Teil das Ergebnis glücklicher Fügung. Margot Kidder war bereits für andere Dreharbeiten in der Stadt und konnte daher für eine Rolle im Computerspiel gewonnen werden. James Earl Jones sagte seinem Sohn zuliebe zu, da dieser zuvor bereits von dem Spiel gehört und Interesse daran hatte.

## Rezeption
Under a Killing Moon erhielt zumeist positive Kritiken. Zeitgenössische Testberichte lobten das Spiel zumeist für seine Technik und die filmartige Präsentation. 2002 vergab die Website Adventure Gamers eine Wertung über 4,5 von 5 Punkten und bezeichnete das Spiel als „eine fantastisch-gestaltetes Mysterium mit großartigen Figuren und klassischem Tex-Murphy-Humor“. 2006 schrieb IGN: „[Das Spiel] hat die Zeit als eines der besten Detektivspiele bis zum heutigen Tag überstanden.“
1996 führte das US-amerikanische Spielemagazin Computer Gaming World das Spiel auf Platz 99 der besten Spiele aller Zeiten. Begründet wurde dies mit dem „affektierten Humor in Verbindung mit der beeindruckenden 3D-Szenerie in diesem futuristischen Film Noir“. 2011 listete Adventure Gamers Under a Killing Moon auf Platz 25 ihrer besten Adventurespiele aller Zeiten.
Nach Angaben von Chris Jones aus dem Jahr 2008 war Under a Killing Moon der erfolgreichste Teil der Serie.